# Щитинские
Щитинские (пол. Szczytyński) — дворянский род.
Потомство Ивана Щитинского, поручика (конец XVIII в.).

## Описание герба
В красном поле золотой кавалерский крест, на котором ворон с кольцом в клюве.
Щит увенчан дворянскими шлемом и короной. Нашлемник: три страусовых пера. Намёт на щите красный, подложенный серебром.